# Renata Danel
Renata Danel (ur. 4 sierpnia 1959 w Czechowicach-Dziedzicach) – polska piosenkarka, kompozytorka, także autorka tekstów piosenek i pedagog.

## Życiorys
Jako dziecko uczyła się gry na fortepianie pod kierunkiem swojego ojca. Ukończyła studia na Wydziale Jazzu i Muzyki Rozrywkowej Akademii Muzycznej im. Karola Szymanowskiego w Katowicach (Sekcja Wokalna w klasie Urszuli Mitręgi).
Zadebiutowała jako piosenkarka w 1976 roku na Festiwalu Piosenki Radzieckiej w Zielonej Górze, który wygrała. Przyczyniło się to do rozpoczęcia profesjonalnej kariery, w tym samym roku bowiem nawiązała współpracę z poznańską Orkiestrą Polskiego Radia i Telewizji i dokonała pierwszych nagrań.
Brała udział w licznych koncertach, festiwalach i innych imprezach muzycznych – krajowych (Kołobrzeg, Opole) i zagranicznych (Gottvaldov i Bratysława w Czechosłowacji, Jordania, Lublana w Jugosławii, Kanada, Drezno w NRD, Szwecja, USA, Zjednoczone Emiraty Arabskie). Odnosiła na nich sukcesy. Śpiewała utwory własne oraz innych autorów.
W 1987 roku zawiesiła działalność artystyczną, powróciła do niej w roku 1995, nagrywając płytę zawierającą piosenki z tekstami Anny Bernat.
Oprócz piosenek tworzonych dla siebie pisała też dla innych artystów, m.in. dla zespołu Familia, Ryszarda Rynkowskiego, Ewy Śnieżanki, zespołu Vox.

### Działalność dydaktyczna
Przez wiele lat wykładowca w Instytucie Jazzu Akademii Muzycznej im. Karola Szymanowskiego w Katowicach (kierunek wokalistyka). Autorka projektów (i programów telewizyjnych) Fajfy z jazzem oraz Gotowi na estradę.
Pomysłodawca, twórca i dyrektor utworzonego w 2010 roku Studia Wokalistyki Estradowej (SWE) w Katowicach.
Wychowankami Renaty są m.in. Kasia Cerekwicka, Dominika Kurdziel, Marcelina Stoszek, Beata Przybytek, Andrzej Lampert, Jakub Molęda i Tomasz Korpanty.
W 2014 otrzymała tytuł profesora sztuk muzycznych. Kierownik Zakładu Wokalistyki Estradowej na Wydziale Wokalno-Aktorskim Akademii Muzycznej w Łodzi.

## Nagrody i wyróżnienia
- 1976 – Złoty Samowar na Festiwalu Piosenki Radzieckiej w Zielonej Górze
- 1977 – I nagroda w Debiutach na Krajowym Festiwalu Polskiej Piosenki w Opolu za interpretację własnej piosenki „Nim przyjdzie jesień”
- 1977 – stypendium Ministerstwa Kultury i Sztuki
- 1977 – opieka artystyczna Studia 2 TVP2
- 1978 – III nagroda w Premierach na KFPP w Opolu za piosenkę „Chcę wiedzieć, chcę przeczuć”

## Dyskografia
- Renata Danel (SP, Tonpress S-178)
- Renata Danel (SP, Tonpress S-309)
- Renata Danel (SP, Tonpress S-140)
- Renata Danel (SP, Tonpress S-348)
- Renata Danel (Pocztówka, Tonpress R-0592-II)
- Renata Danel (Pocztówka, Tonpress R-0854-II)
- 1995 – Nie wyjeżdżaj, kochany, beze mnie (CD)
- 2011 – Silna (Polskie Radio Katowice)[7]

### Składanki
- 1977 – Opole 77 – Debiuty (LP, Muza SX-1492)
- VI Radiowy Konkurs Studia Młodych (SP, Tonpress S-199)
- Pamiątka z Zielonej Góry – Zielona Góra '76 (Pocztówka, Tonpress R-0559-II)
- 1979 – Piosenki Jana Gałkowskiego (LP, Muza SX-1651)
- 1980 – Premiery – Kołobrzeg '80 (LP, Muza SX-1916)

## Wybrane[przez kogo?]piosenki
- „Chcę wiedzieć, chcę przeczuć”
- „Jeszcze do wczoraj (w duecie z Andrzejem Dąbrowskim)”
- „Nie wyjeżdżaj, kochany, beze mnie”
- „Nim przyjdzie jesień”
- „Pada śnieg (na me okno)”
- „Wszystko w jednym słowie”
- „Zawsze z tobą (razem we dwoje)”